# Kansas City Chiefs 2022
La stagione 2022 dei Kansas City Chiefs è stata la 53ª della franchigia nella National Football League, la 63ª complessiva e la decima con Andy Reid come capo-allenatore. La squadra concluse la stagione regolare con un record di 14–3, migliorando quello della stagione precedente e pareggiando il suo record di vittorie.
Prima dell'inizio della stagione, i Chiefs scambiarono il wide receiver Tyreek Hill con i Miami Dolphins. Hill era stato membro dei Chiefs dal 2016 e con essi aveva conquistato un Super Bowl nel 2019.
I Chiefs portarono nei caschi un emblema con il numero 16 per l'intera stagione per onorare il loro ex quarterback e MVP del Super Bowl IV Len Dawson, scomparso il 24 agosto. Prima della prima giocata offensiva della pre-stagione il giorno successivo, i Chiefs si riunirono in un modo reso popolare da Dawson in cui il quarterback sta di fronte a tutti gli altri dieci giocatori, invece che al centro con gli altri giocatori attorno a lui.
Dopo la loro nona vittoria nella settimana 12 contro i Los Angeles Rams, i Chiefs si assicurarono la loro decima stagione consecutiva con più vittorie che sconfitte, un record di franchigia. Con una vittoria nella settimana 15 contro gli Houston Texans si assicurarono il titolo della AFC West per il settimo anno consecutivo e raggiungendo i playoff per la ottava stagione consecutiva. Con una vittoria nell'ultimo turno sui Raiders e la partita della settimana precedente tra Bills e Bengals annullata, i Chiefs centrarono il miglior record dell'AFC. La squadra ospitò per il quinto anno consecutivo la finale di conference, dove batté i Cincinnati Bengals 23-20, qualificandosi per il Super Bowl LVII dove affrontarono i Philadelphia Eagles. Nella la terza qualificazione alla finalissima negli ultimi quattro anni, il 12 febbraio 2023 i Chiefs conquistarono il loro terzo Super Bowl vincendo per 38-35. MVP della partita fu ancora una volta il quarterback Patrick Mahomes, che pochi giorni prima era stato premiato per la seconda volta come MVP della NFL.

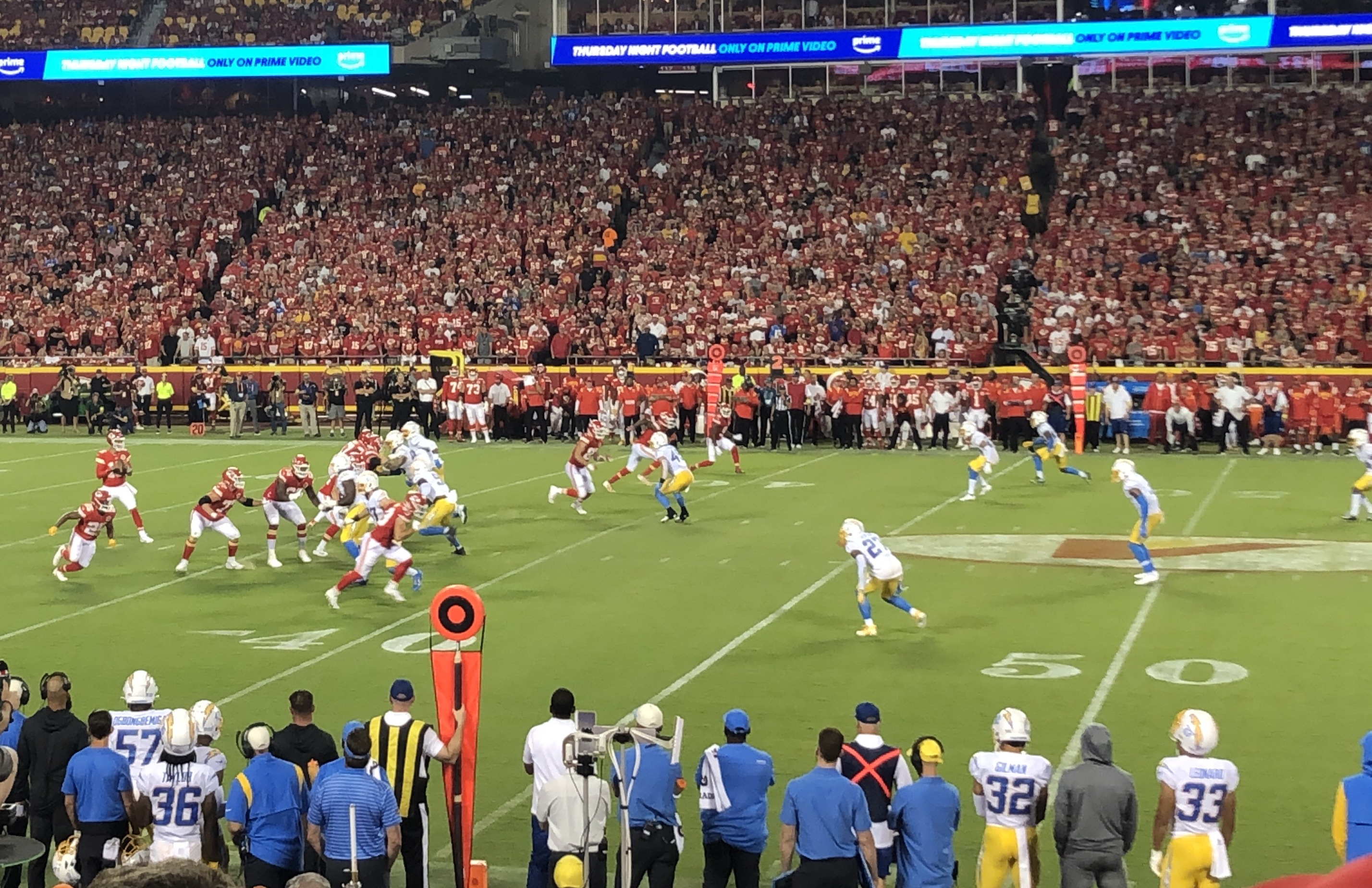
La partita contro i Los Angeles Chargers della settimana 2

## Scelte nel Draft 2022
| Scelte dei Chiefs nel Draft 2022 |        |                  |               |                    |
| Giro                             | Scelta | Giocatore        | Ruolo         | College            |
| 1                                | 21     | Trent McDuffie   | Cornerback    | Washington         |
| 1                                | 30     | George Karlaftis | Defensive end | Purdue             |
| 2                                | 54     | Skyy Moore       | Wide receiver | Western Michigan   |
| 2                                | 62     | Bryan Cook       | Safety        | Cincinnati         |
| 3                                | 103    | Leo Chenal       | Linebacker    | Wisconsin          |
| 4                                | 135    | Joshua Williams  | Cornerback    | Fayetteville State |
| 5                                | 145    | Darian Kinnard   | Tackle        | Kentucky           |
| 7                                | 243    | Jaylen Watson    | Cornerback    | Washington State   |
| 7                                | 251    | Isiah Pacheco    | Running back  | Rutgers            |
| 7                                | 259    | Nazeeh Johnson   | Safety        | Marshall           |

## Staff
| Staff dei Kansas City Chiefs nel 2022 |
| --- |
| Organi dirigenziali - Chairman/CEO: Clark Hunt - Presidente – Mark Donovan - General manager – Brett Veach - Assistente general manager – Mike Borgonzi - Vice presidente delle operazioni del football – Brandt Tilis - Vice presidente delle operazioni del football/consulente – Chris Shea - Direttore del personale dei giocatori – Mike Bradway - Direttore del personale professionistico – Tim Terry - Direttore degli osservatori del college – Ryne Nutt - Assistente del dir. osservatori college – Trey Koziol - Coordinatore osservatori – Greg Castillo Capo allenatore - Andy Reid - Assistente c.a./coordinatore special team – Dave Toub Altri allenatori - Preparatore atletico – Barry Rubin - Assistente p.a. – Greg Carbin - Assistente p.a. – Tyler Judkins - Assistente p.a./direttore scienza sportiva – Ryan Reynolds Allenatori dell'attacco - Coordinatore offensivo: – Eric Bieniemy - Quarterback/assistente senior – Matt Nagy - Analista gioco sui passaggi/assistente quarterback – David Girardi - Running back – Greg Lewis - Wide receiver – Joe Bleymaier - Tight end – Tom Melvin - Offensive line – Andy Heck - Assistente offensive line – Corey Matthaei - Controllo qualità attacco – Connor Embree - Allenatore qualità attacco – Porter Ellett Allenatori della difesa - Coordinatore difensivo: Steve Spagnuolo - Defensive line – Joe Cullen - Assistant defensive line – Terry Bradden - Linebacker/coordinatore gioco sulle corse – Brendan Daly - Outside linebacker – Ken Flajole - Defensive back – Dave Merritt - Safety – Donald D'Alesio - Controllo qualità difesa – Alex Whittingham Allenatori dello special team - Assistente dello Special Team: Andy Hill |

## Roster
| Roster dei Kansas City Chiefs nel 2022 |
| --- |
| Quarterback - 12 Shane Buechele - 4 Chad Henne - 15 Patrick Mahomes Running Back - 45 Michael Burton FB - 2 Ronald Jones II - 1 Jerick McKinnon - 10 Isiah Pacheco Wide Receiver - 17 Mecole Hardman - 24 Skyy Moore - 9 JuJu Smith-Schuster - 19 Kadarius Toney - 11 Marquez Valdes-Scantling - 84 Justin Watson Tight End - 81 Blake Bell - 88 Jody Fortson - 83 Noah Gray - 87 Travis Kelce Offensive Linemen - 73 Nick Allegretti G - 57 Orlando Brown Jr. T - 52 Creed Humphrey C - 75 Darian Kinnard T - 67 Lucas Niang T - 65 Trey Smith G - 70 Prince Tega Wanogho T - 62 Joe Thuney G - 77 Andrew Wylie T Defensive Linemen - 55 Frank Clark DE - 8 Carlos Dunlap DE/OLB - 51 Mike Danna DE - 94 Malik Herring DE - 95 Chris Jones DT - 59 Joshua Kaindoh DE - 56 George Karlaftis DE - 91 Derrick Nnadi DT - 99 Khalen Saunders DT - 66 Brandon Williams DT Linebacker - 32 Nick Bolton OLB - 54 Leo Chenal MLB - 43 Jack Cochrane OLB - 50 Willie Gay OLB - 47 Darius Harris OLB Defensive Back - 26 Deon Bush SS - 6 Bryan Cook SS - 13 Nazeeh Johnson FS - 21 Trent McDuffie CB - 20 Justin Reid FS - 38 L'Jarius Sneed CB - 22 Juan Thornhill FS - 35 Jaylen Watson CB - 23 Joshua Williams CB Special Team - 7 Harrison Butker K - 5 Tommy Townsend P - 41 James Winchester LS Lista delle riserve - 25 Clyde Edwards-Helaire RB (IR) - -- Ty Fryfogle WR (Futures) - -- John Ross WR (Futures) - -- Justyn Ross WR (IR) - 98 Tershawn Wharton DT (IR) Squadra di allenamento - 27 Ugo Amadi CB - 39 Zayne Anderson FS - 80 Kendall Blanton TE - 30 Dicaprio Bootle CB - 89 Matt Bushman TE - -- Mike Caliendo G - 48 Cole Christiansen OLB - 29 Jerrion Ealy WR/RB - 46 Jordan Franks TE (Practice squad/Injured) - 34 Melvin Gordon RB - 92 Phil Hoskins DT - 85 Marcus Kemp WR - -- Chris Oladokun QB - -- La'Mical Perine RB - 14 Cornell Powell WR (Practice squad/Injured) - 61 Austin Reiter C - 71 Danny Shelton DT - 82 Ihmir Smith-Marsette WR 53 attivi, 5 inattivi, 16 nella squadra di allenamento |
| Legenda - I rookie sono in corsivo. - Il primo ruolo è il principale mentre gli eventuali successivi indicano i ruoli secondari. - (IR) sta per Injured Reserve ed indica la lista ristretta per un solo giocatore infortunato che può tornare ad allenarsi dopo la settimana 6 e a rientrare in prima squadra dopo che questa ha giocato 8 partite. - (NF-Inj.) / (NF-Ill.) stanno rispettivamente per Non-Football Injured e Non-Football Illness ed indicano le liste dove viene inserito un giocatore che ha un infortunio o una malattia non dipendente dal football americano. - (PUP) sta per Physically Unable to Perform ed indica la lista dove viene inserito un giocatore mentre è in attesa di recuperare la condizione fisica. Nella stagione regolare dopo la sesta partita giocata dalla propria squadra, il giocatore ha tempo tre settimane per riprendere ad allenarsi, più tre settimane aggiuntive dal suo rientro agli allenamenti per rientrare in prima squadra. |

## Precampionato
Il 12 maggio 2022 sono state annunciate le partite dei Chiefs nel precampionato.
| Precampionato |                |                       |           |        |                   |         |
| Settimana     | Data           | Avversario            | Risultato | Record | Stadio            | Sintesi |
| 1             | 13 agosto 2022 | @ Chicago Bears       | S 14-19   | 0-1    | Soldier Field     | Sintesi |
| 2             | 20 agosto 2022 | Washington Commanders | V 24-14   | 1-1    | Arrowhead Stadium | Sintesi |
| 3             | 25 agosto 2022 | Green Bay Packers     | V 17-10   | 2-1    | Arrowhead Stadium | Sintesi |

## Stagione regolare

### Calendario
Il calendario della stagione regolare è stato annunciato il 12 maggio 2022. Il gruppo degli avversari, stabiliti sulla base delle rotazioni previste dalla NFL per gli accoppiamenti tra le division nonché dai piazzamenti ottenuti nella stagione precedente, fu giudicato come il 5º più duro da affrontare tra tutti quelli della stagione 2022.
| Stagione regolare |                   |                          |               |        |                            |         |
| Settimana         | Data              | Avversario               | Risultato     | Record | Stadio                     | Sintesi |
| 1                 | 11 settembre 2022 | @ Arizona Cardinals      | V 44-21       | 1-0    | State Farm Stadium         | Sintesi |
| 2                 | 15 settembre 2022 | Los Angeles Chargers (T) | V 27-24       | 2-0    | Arrowhead Stadium          | Sintesi |
| 3                 | 25 settembre 2022 | @ Indianapolis Colts     | S 17-20       | 2-1    | Lucas Oil Stadium          | Sintesi |
| 4                 | 2 ottobre 2022    | @ Tampa Bay Buccaneers   | V 41-31       | 3-1    | Raymond James Stadium      | Sintesi |
| 5                 | 10 ottobre 2022   | Las Vegas Raiders (M)    | V 30-29       | 4-1    | Arrowhead Stadium          | Sintesi |
| 6                 | 16 ottobre 2022   | Buffalo Bills            | S 20-24       | 4-2    | Arrowhead Stadium          | Sintesi |
| 7                 | 23 ottobre 2022   | @ San Francisco 49ers    | V 44-23       | 5-2    | Levi's Stadium             | Sintesi |
| 8                 | Riposo            | Riposo                   | Riposo        | Riposo | Riposo                     | Riposo  |
| 9                 | 6 novembre 2022   | Tennessee Titans         | V 20-17 (DTS) | 6-2    | Arrowhead Stadium          | Sintesi |
| 10                | 13 novembre 2022  | Jacksonville Jaguars     | V 27-17       | 7-2    | Arrowhead Stadium          | Sintesi |
| 11                | 20 novembre 2022  | @ Los Angeles Chargers   | V 30-27       | 8-2    | SoFi Stadium               | Sintesi |
| 12                | 27 novembre 2022  | Los Angeles Rams         | V 26-10       | 9-2    | Arrowhead Stadium          | Sintesi |
| 13                | 4 dicembre 2022   | @ Cincinnati Bengals     | S 24-27       | 9-3    | Paycor Stadium             | Sintesi |
| 14                | 11 dicembre 2022  | @ Denver Broncos         | V 34-28       | 10-3   | Empower Field at Mile High | Sintesi |
| 15                | 18 dicembre 2022  | @ Houston Texans         | V 30-24 (DTS) | 11-3   | NRG Stadium                | Sintesi |
| 16                | 24 dicembre 2022  | Seattle Seahawks         | V 24-10       | 12-3   | Arrowhead Stadium          | Sintesi |
| 17                | 1º gennaio 2023   | Denver Broncos           | V 27-24       | 13-3   | Arrowhead Stadium          | Sintesi |
| 18                | 7 gennaio 2023    | @ Las Vegas Raiders      | V 31-13       | 14-3   | Allegiant Stadium          | Sintesi |

Note:
- Gli avversari della propria division sono in grassetto.
- Il simbolo "@" indica una partita giocata in trasferta.
- (M) indica il Monday Night Football, (T) il Thursday Night Football e (S) il Sunday Night Football.

## Play-off
Al termine della stagione regolare i Chiefs arrivarono primi nella AFC West con un record di 14 vittorie e 3 sconfitte, qualificandosi ai play-off con il seed 1 e avendo così diritto di iniziare direttamente dal secondo turno, i Divisional Play-off.
| Play-off         |                                           |                                           |                                           |                                           |                                           |                                           |
| Turno            | Data                                      | Avversario (seed)                         | Risultato                                 | Record                                    | Stadio                                    | Sintesi                                   |
| Wild Card        | qualificati direttamente al secondo turno | qualificati direttamente al secondo turno | qualificati direttamente al secondo turno | qualificati direttamente al secondo turno | qualificati direttamente al secondo turno | qualificati direttamente al secondo turno |
| Divisional       | 21 gennaio 2023                           | Jacksonville Jaguars (4)                  | V 27-20                                   | 1-0                                       | Arrowhead Stadium                         | Sintesi                                   |
| AFC Championship | 29 gennaio 2023                           | Cincinnati Bengals (3)                    | V 23-20                                   | 2-0                                       | Arrowhead Stadium                         | Sintesi                                   |
| Super Bowl LVII  | 12 febbraio 2023                          | Philadelphia Eagles (N1)                  | V 38-35                                   | 3-0                                       | State Farm Stadium                        | Sintesi                                   |

## Premi
- Patrick Mahomes:

MVP della NFL
MVP del Super Bowl

### Premi settimanali e mensili
- Patrick Mahomes:

giocatore offensivo della AFC della settimana 1
quarterback della settimana 1
giocatore offensivo della AFC della settimana 4
giocatore offensivo della AFC del mese di novembre
- Jaylen Watson:

difensore della AFC della settimana 2
- Tommy Townsend:

giocatore degli special team della AFC del mese di settembre
giocatore degli special team della AFC della settimana 15
- Travis Kelce:

giocatore offensivo della AFC della settimana 11
- Jerick McKinnon:

giocatore offensivo della AFC del mese di dicembre e gennaio